# 马克·理查森
马克·理查森（英語：Mark Richardson，1972年7月26日—），英国男子田径运动员。他曾代表英国参加1992年和1996年夏季奥林匹克运动会田径比赛，获得一枚银牌和一枚铜牌。